# Begonia valvata
Espèce
Statut de conservation UICN

 EN B1ab(iii) : En danger
Begonia valvata est une espèce de plantes de la famille des Begoniaceae.
L'espèce fait partie de la section Semibegoniella.
Elle a été décrite en 1952 par Lyman Bradford Smith (1904-1997) et Bernice Giduz Schubert (1913-2000).

## Répartition géographique
Cette espèce est originaire du pays suivant : Équateur.